# John Brack
John Brack (10 de maio de 1920 - 11 de fevereiro de 1999) foi um pintor australiano e membro do grupo Antipodeans. De acordo com um crítico, os primeiros trabalhos de Brack capturaram as idiossincrasias da sua época "de forma mais poderosa e sucinta do que qualquer artista australiano antes ou depois. Brack forjou a iconografia de uma década na tela tão nitidamente quanto Barry Humphries fez no palco. " Quando Laughing Child foi apresentada a leilão em 2020, a filha do artista (e sujeita da pintura) disse que o maior insulto para o seu pai era "quando as pessoas compravam suas pinturas apenas por motivos de investimento - reduzindo todo o seu trabalho e pensamento a dinheiro e nada mais."